# Xuda (Tatarstan)
Xuda - Шуда (rus) - és un poble de la República del Tatarstan, a Rússia. El 2010 tenia 331 habitants.